# امبلی-فلوری
امبلی-فلوری (به فرانسوی: Ambly-Fleury) یک کمون در فرانسه است که در Canton of Rethel واقع شده‌است.

## خصوصیات
امبلی-فلوری ۵٫۸۸ کیلومترمربع مساحت و ۱۳۷ نفر جمعیت دارد و ۷۸ متر بالاتر از سطح دریا واقع شده‌است.

## نگارخانه

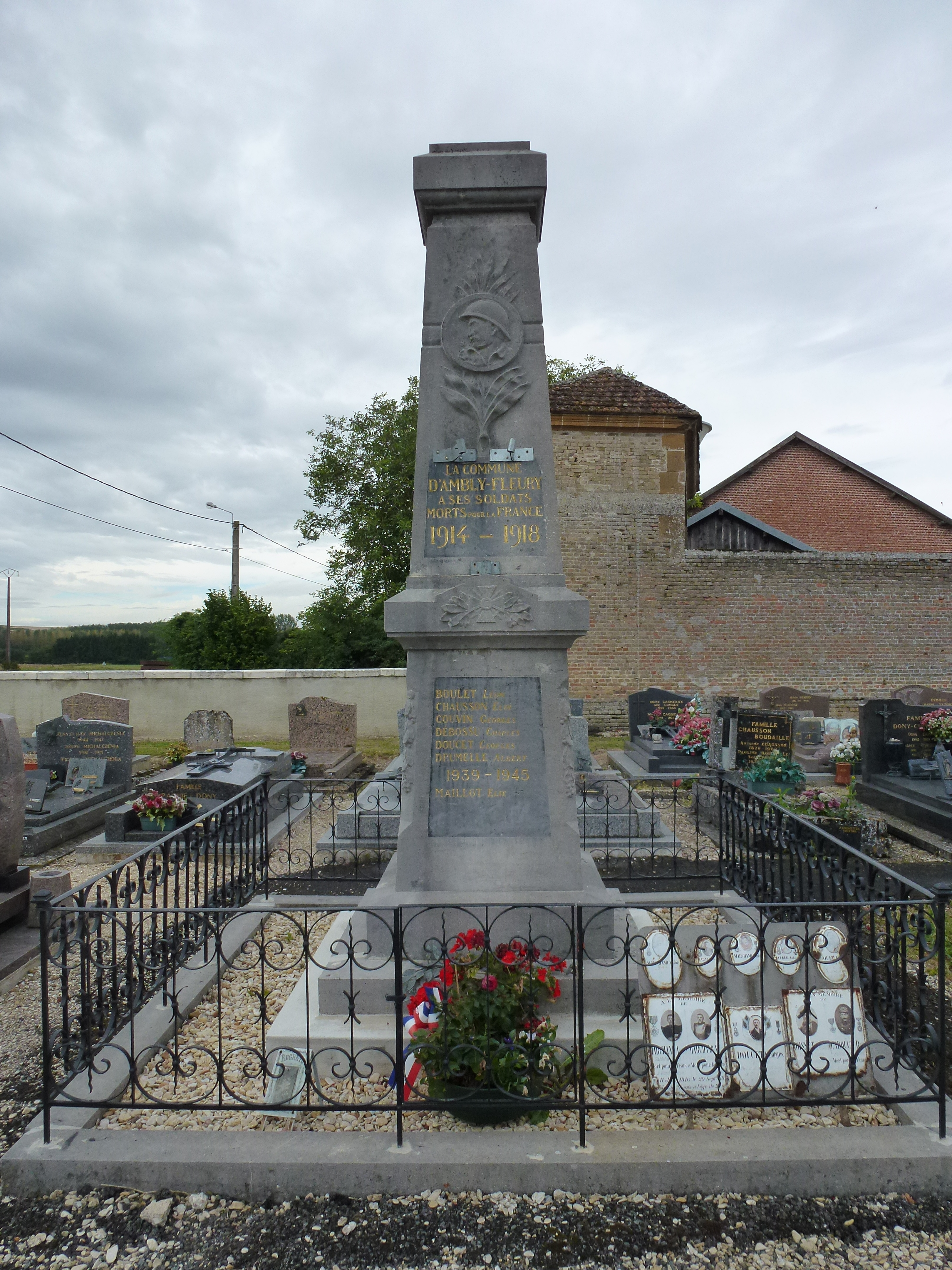
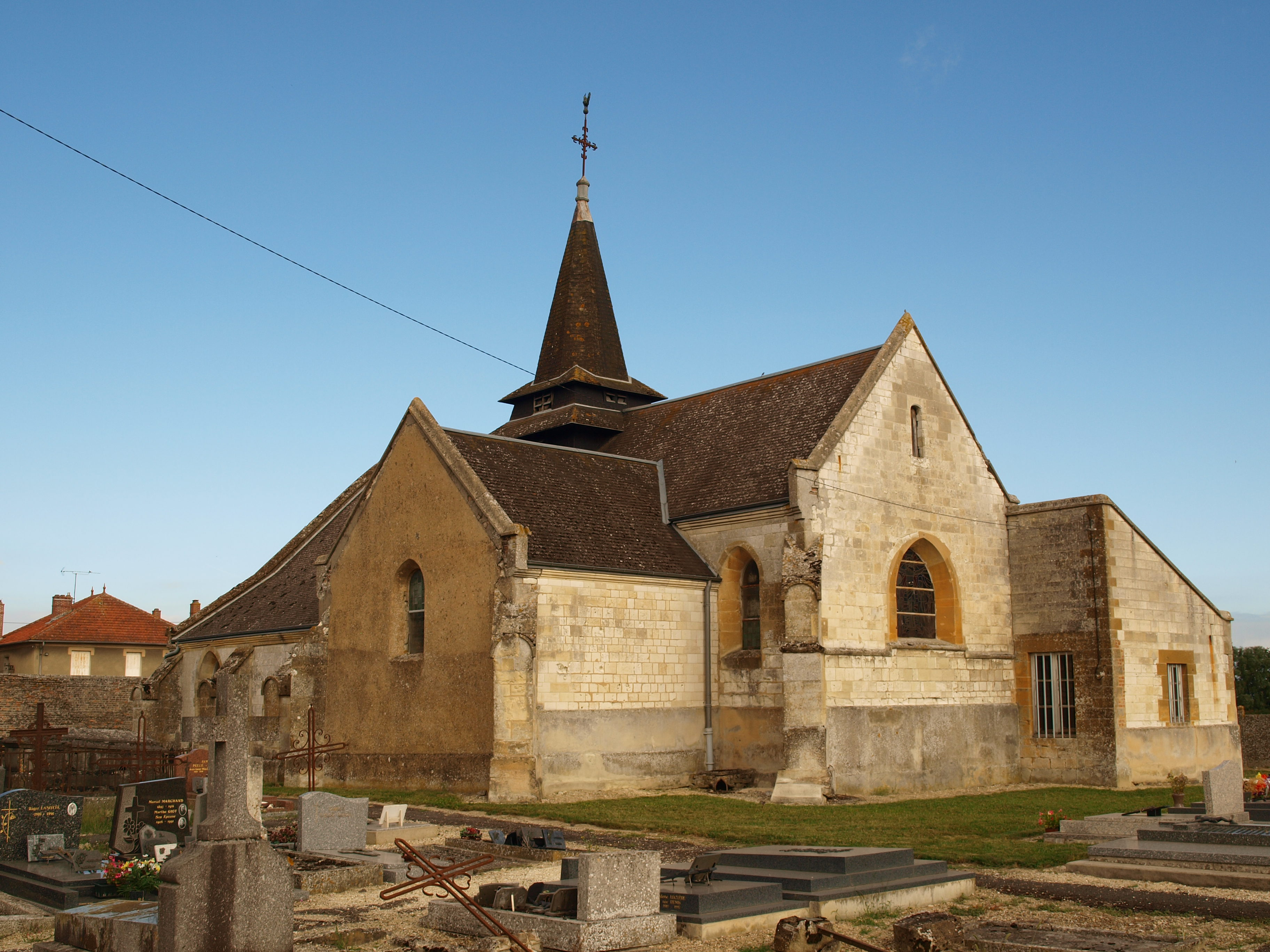
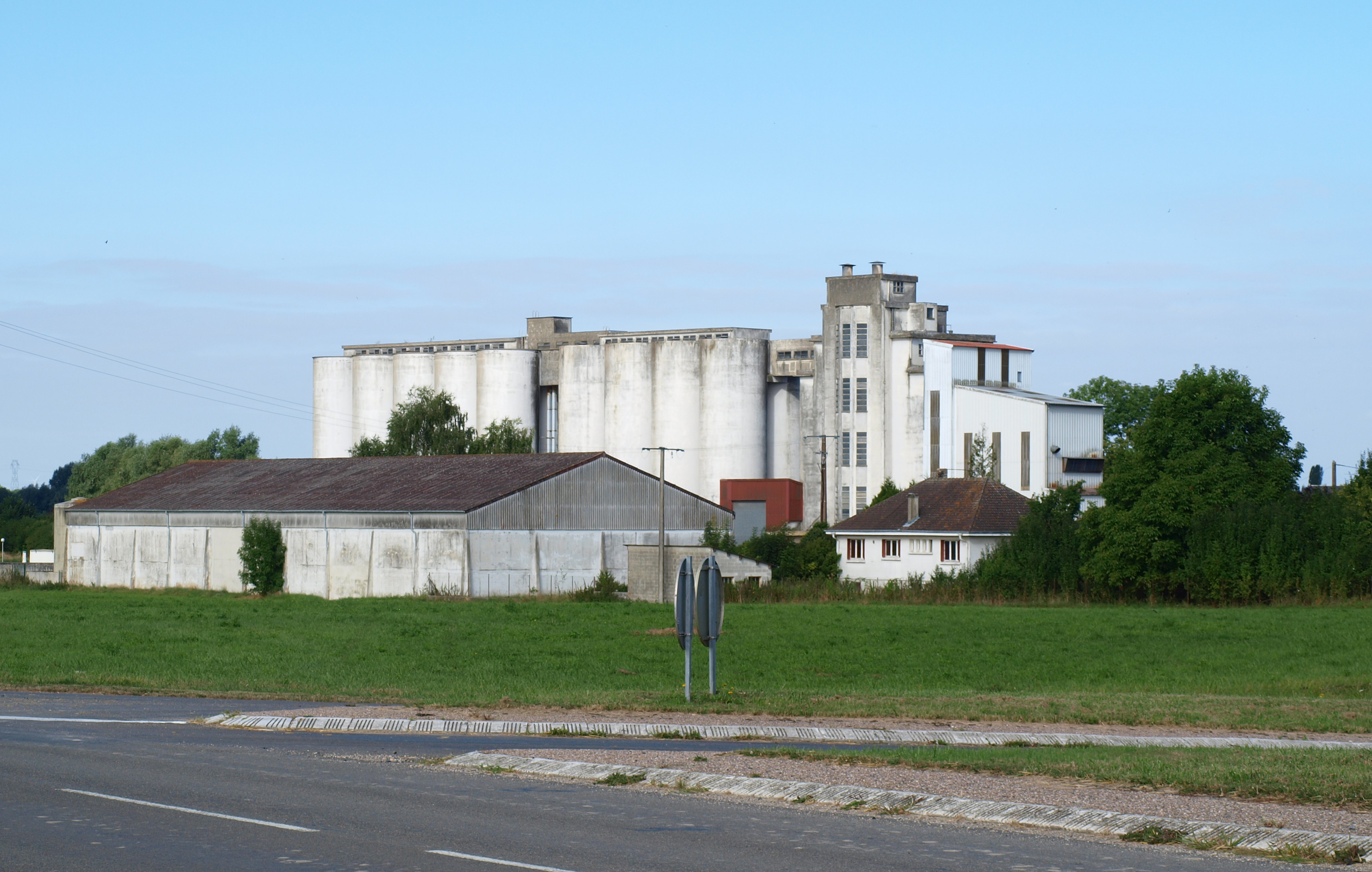
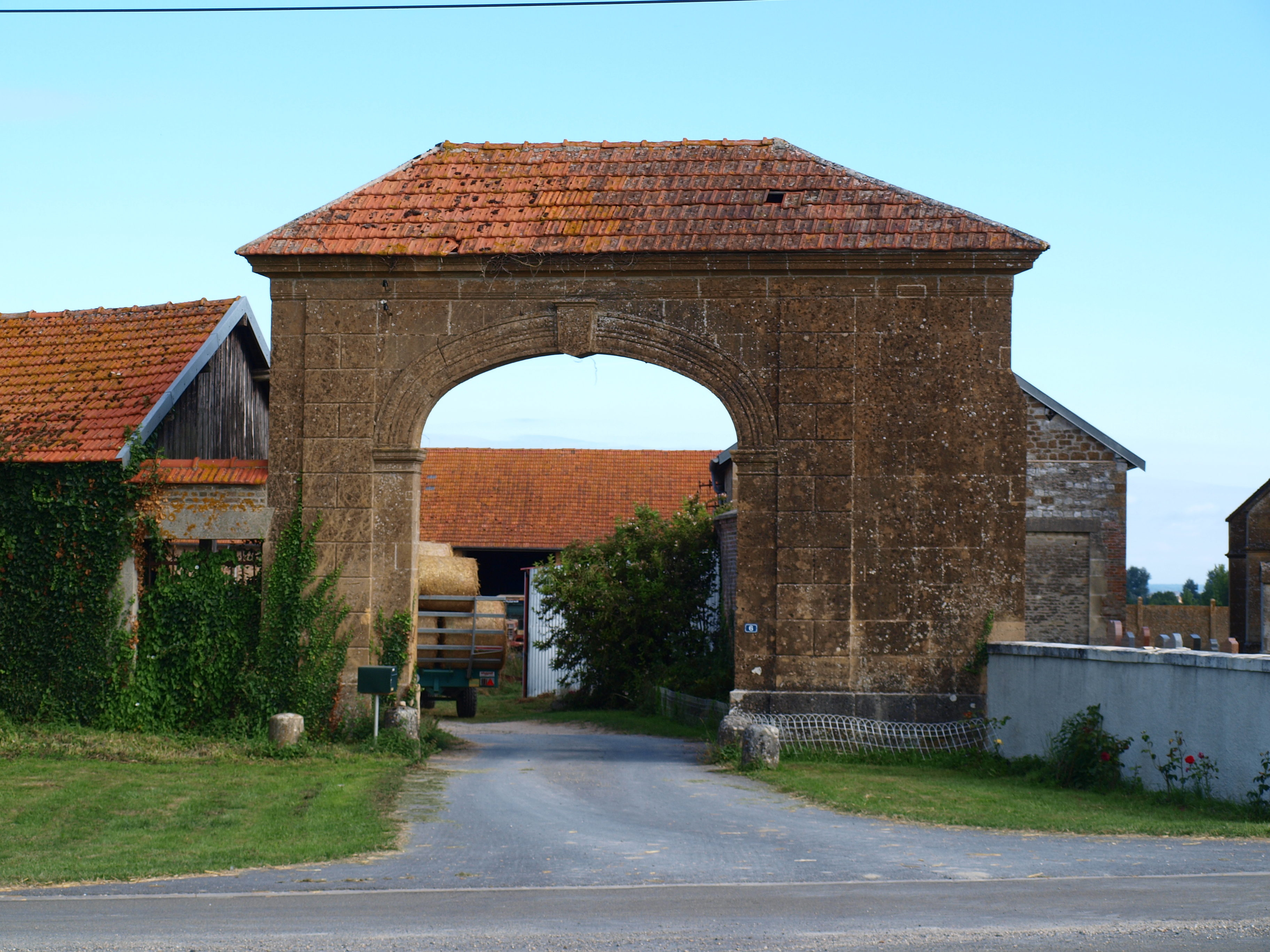
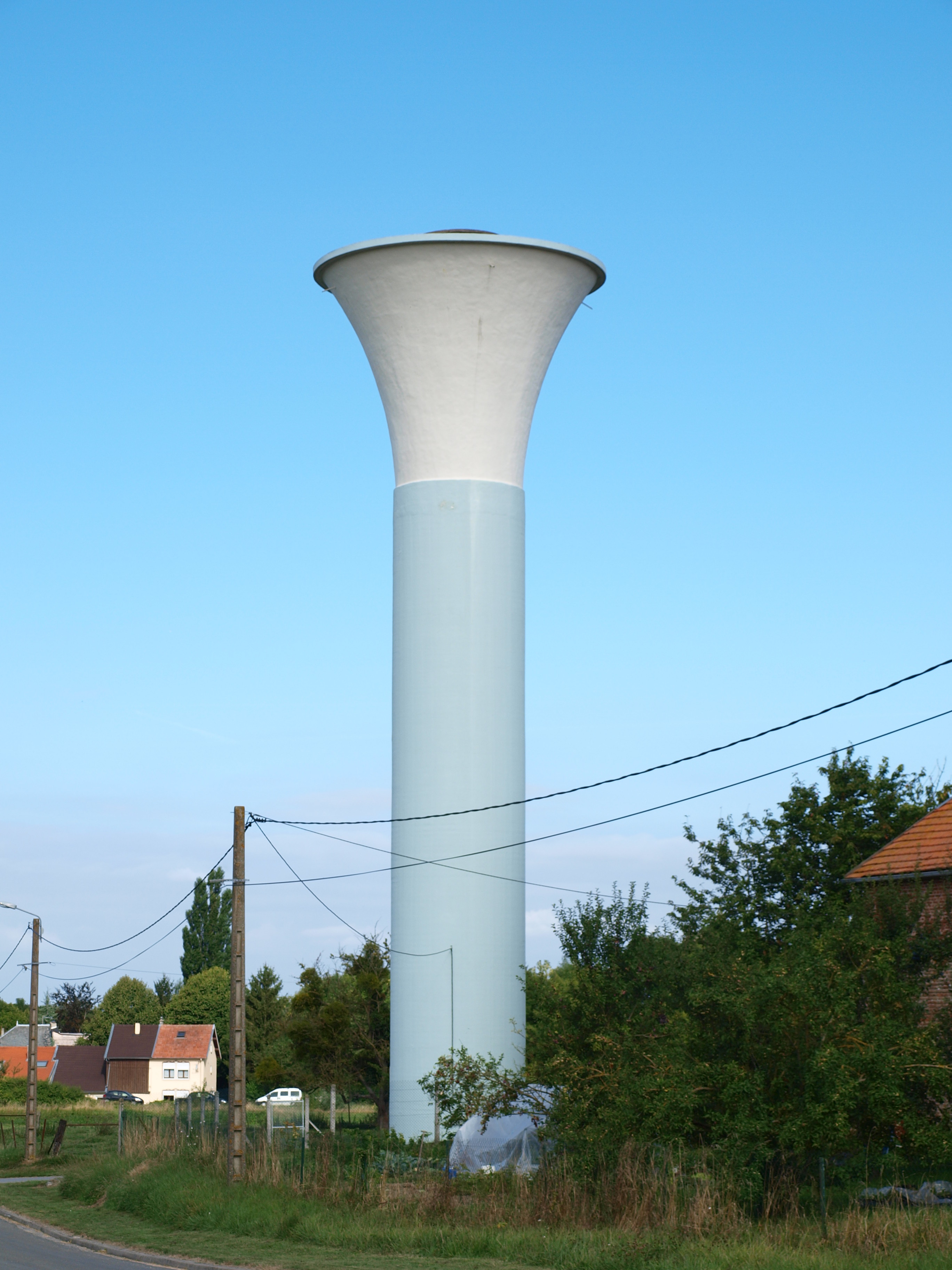